# Гомельська вулиця (Київ)
Го́мельська ву́лиця — вулиця в Подільському районі міста Києва, місцевість Біличе поле. Пролягає від Білицької до Рожевої вулиці (її кінцевої частини).
Прилучаються вулиці Рожева (її початкова частина), Мінська, Зоряна, провулки Гомельський (двічі) та Мінський.

## Історія
Вулиця виникла у 50-ті роки XX століття і спершу складалася з двох вулиць — 107-ї Нової та 123-ї Нової. Сучасна назва і довжина — з 1953 року. Назва на честь білоруського міста Гомель.